# Saint-Jean-de-Thouars
Saint-Jean-de-Thouars – miejscowość i gmina we Francji, w regionie Nowa Akwitania, w departamencie Deux-Sèvres.
Według danych na rok 1990 gminę zamieszkiwało 1368 osób, a gęstość zaludnienia wynosiła 276 osób/km² (wśród 1467 gmin regionu Poitou-Charentes Saint-Jean-de-Thouars plasuje się na 212. miejscu pod względem liczby ludności, natomiast pod względem powierzchni na miejscu 1074.).